# Затоновський
Затоно́вський (рос. Затоновский) — селище у складі Бугурусланського району Оренбурзької області, Росія.

## Населення
Населення — 147 осіб (2010; 244 у 2002).
Національний склад (станом на 2002 рік):
- росіяни — 65 %